# Поровский, Николай Иванович
Никола́й Ива́нович Поро́вский (укр. Микола Іванович Поровський; род. 20 июня 1956, село Зарицк Ровенского района Ровенской области) — украинский государственный деятель, один из основателей и руководителей Народного руха Украины, бывший народный депутат Верховной рады Украины нескольких созывов, писатель, полковник ВСУ.

## Биография
Родился 20 июня 1956 года в селе Зарецк Ровенского района Ровенской области.
Окончил в 1979 году Украинский институт инженеров водного хозяйства,строительный факультет -«инженер-строитель». После  института работал в Ивано-Франковске  мастером, прорабом, заместителем начальника управления. С 1987 года работал заместителем начальника треста «Ровнопромстрой».
В 1989 году стал одним из основателей Народного Руха Украины - руководителем Центра подготовки Учредительного съезда, Председателем Координационной Рады НРУ.
18 марта 1990 года в ходе первых альтернативных парламентских выборов в Украинской ССР был избран народным депутатом Верховного совета Украинской ССР XII созыва (Верховной Рады Украины I созыва) от Ровенского избирательного округа № 340 , набрал 51,34% голосов во втором туре среди 10 кандидатов. В парламенте входил во фракцию «Народная рада», фракции Народного руха Украины и Конгресса национально-демократических сил. Был членом Комиссии по делам обороны и государственной безопасности.
На парламентских выборах в 1994 году избран депутатом Верховной рады Украины II созыва) от  избирательного округа № 341 Ровненской области. Также был членом Комиссии по делам обороны и государственной безопасности.
На Учредительном съезде Республиканской Христианской партии 1 мая 1997 года избран её председателем.
С 1999 по 2004 год занимал пост первого заместителя председателя Государственного комитета по энергосбережению.
12 сентября 2005 года после досрочного прекращения депутатских полномочий Эдуарда Гурвица, Александра Морозова, Николая Сидоренко и Виталия Шевченко Поровский был зарегистрирован Центральной избирательной комиссией Украины в числе депутатов, став депутатом по списку блока Виктора Ющенко «Наша Украина». 20 сентября 2005 года принял присягу депутата. Депутатские полномочия истекли 25 мая 2006 года.
В августе 2014 года как доброволец был призван в ВСУ, был назначен старшим офицером 44 артиллерийской бригады, а с сентября 2014 года — заместителем командира 3 полка СпП. В августе 2016 года стал начальником отдела Генштаба ВСУ.
Автор 6 книг.
Указами Президента Украины награждён орденом Свободы (2020 г.), орденами «За заслуги» III степени (2006 г.), II степени (2016 г.), I степени (2009 г.), медалью «Участник АТО».
Увлекается спортом, альпинизмом. Женат, супруга — Иванна Поровская, дочь — Мария.